# کوزل
شهر کوزل (به آلمانی: Kusel) در ایالت راینلند-فالتز در کشور آلمان واقع شده‌است.